# Rochadiplosis tibouchinae
Rochadiplosis tibouchinae är en tvåvingeart som beskrevs av Tavares 1917. Rochadiplosis tibouchinae ingår i släktet Rochadiplosis och familjen gallmyggor. Inga underarter finns listade i Catalogue of Life.